# Ferdinand Baeyens
Baron Ferdinand Baeyens (Elsene, 19 april 1837 - Natoye, 28 juli 1914) was een Belgisch bankier. Van 1892 tot 1913 was hij gouverneur van de Generale Maatschappij van België.

## Biografie
Ferdinand Baeyens was een zoon van Livin Baeyens, een bescheiden winkelier, en Ernestine Dotermont. Hij trouwde in 1866 in Hornu met Rose Quenon (1843-1928). Ze kregen twee zoons en twee dochters. Hun dochter Jeanne (1872-1959) trouwde met een zoon van Théophile de Lantsheere, minister van Justitie, voorzitter van de Kamer van volksvertegenwoordigers en gouverneur van de Nationale Bank van België.
Hij begon op 14-jarige leeftijd als klerk bij de Generale Maatschappij van België. Hij klom snel op en werd op 28-jarige leeftijd hoofd van het secretariaat van de bank. In 1874 trad hij toe tot de raad van bestuur en in 1892 volgde hij Victor Tesch als gouverneur op. Dit was de eerste keer was dat iemand van bescheiden afkomst deze functie bekleedde, die tot dan toe was voorbehouden aan notabele families. Tijdens een periode van economische crisis breidde hij de bankactiviteiten uit naar die van depositobanken, waardoor de Generale Maatschappij zich verder ontwikkelde als een gemengde bank.
Baeyens was lid van verschillende raden van bestuur van spoorwegmaatschappijen, waaronder Haut et Bas Flénu, Braine-le-Comte-Gent, Mons-Hautmont en Société d'études de chemins de fer en Chine. Onder zijn leiding breidde de Generale Maatschappij voor het eerst uit buiten België, wat resulteerde in de oprichting van de Banque sino-belge in China (1902), de Banque du Congo belge (1909) en de Banque brésilienne italo-belge (1911).
In 1910 was hij voorzitter van de raad van bestuur van de Wereldtentoonstelling in Brussel.
Baeyens genoot het vertrouwen van koning Leopold II, hoewel hij zich aanvankelijk verzette tegen de kolonisatie van Congo. Van 1906 tot 1913 was hij de eerste voorzitter van de raad van bestuur van Union Minière du Haut Katanga. In 1904 verkreeg hij van de koning de titel van baron, overdraagbaar bij mannelijke eerstgeboorte. In december 1909 hielp hij persoonlijk barones de Vaughan, de maîtresse van Leopold II, haar fortuin te redden toen ze na de dood van de koning België halsoverkop moest verlaten.
Hij bleef actief in zijn verschillende functies tot 1913, toen hij wegens gezondheidsredenen aftrad. Jean Jadot volgde hem op. Hij overleed op 28 juli 1914, op het kasteel van Mouffrin nabij Natoye, op de dag dat de Eerste Wereldoorlog uitbrak.